# John L. McMillan
John Lanneau McMillan (ur. 12 kwietnia 1898 w pobliżu Mullins, zm. 3 września 1979 w Florence) – amerykański polityk, członek Partii Demokratycznej.

## Działalność polityczna
W okresie od 3 stycznia 1939 do 3 stycznia 1973 przez siedemnaście kadencji był przedstawicielem 6. okręgu wyborczego w stanie Karolina Południowa w Izbie Reprezentantów Stanów Zjednoczonych.